# Dușevski Kolibi, Gabrovo
Dușevski Kolibi (în bulgară Душевски Колиби) este un sat în comuna Sevlievo, regiunea Gabrovo,  Bulgaria. 

## Demografie
Componența etnică a satului Dușevski Kolibi
     Bulgari (42,85%)
     Nicio identificare (57,14%)
     Altele (0%)
La recensământul din 2011, populația satului Dușevski Kolibi era de 21 locuitori. Nu există o etnie majoritară, locuitorii fiind  și bulgari (42,85%). Pentru 57,14% din locuitori nu este cunoscută apartenența etnică.